# الکسی ویشنیتسکی
الکسی ویشنیتسکی (روسی: Вишницкий, Алексей Иванович؛ زادهٔ ۱ مهٔ ۱۹۸۱) وزنه بردار اهل اوکراین است.